# Tôm Ha-oai
Tôm Ha-oai có tên theo danh pháp khoa học là Parhyale hawaiensis (Dana, 1853). Đây là loài tôm nhỏ, còn bé hơn con tép phổ biến ở Việt Nam. Chiều dài mỗi cá thể chỉ khoảng 7 mm (hình 1). Tôm Ha-oai được chú ý vì có một số đặc điểm được chọn như là sinh vật mô hình về sinh học phát triển và di truyền học. Mặc dù gọi là tôm Ha-oai, nhưng ngoài Ha-oai ra, loài này còn phân bố ở nhiều vùng biển khác trên thế giới, trong đó có Philippin, Hồng Kông và Việt Nam.

## Môi trường
Tôm Ha-oai (P. hawaiensis) là loài ăn mùn bã tạp, thức ăn của các cá thể loài này gồm các mảnh vụn hữu cơ của thực vật hay của động vật. Loài này phân bố ở nhiều biển trên thế giới, cả ở vùng gian triều và vùng nước nông, và quần thể thường như một phức hợp loài.
Đã có báo cáo về sự tồn tại các quần thể lớn, mật độ lên tới hơn 3000 cá thể trên một mét vuông ở trên nền là vật liệu lá của rừng ngập mặn. Khả năng chịu đựng thay đổi về nhiệt độ và thay đổi về độ thẩm thấu cho phép loài phát triển mạnh cả ở trong tự nhiên lẫn điều kiện phòng thí nghiệm.

## Chu kì sống

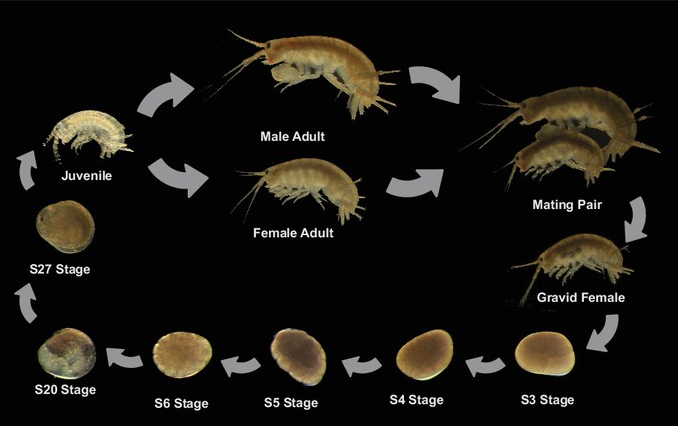
Hình 3: Chu kì sống của tôm Ha-oai (khoảng 2 tháng ở 26°C).

Đến mùa sinh sản, con đực xác định vị trí của các đối tượng sinh sản nhờ ăng-ten (râu) để phát hiện các pherômôn do con cái tiết ra. Sau đó xảy ra giao phối. Vài giờ sau, con cái đẻ trứng vào xoang marsupium để thụ tinh. Quá trình biến đổi hình thái phôi tương đối ngắn, kéo dài khoảng 10 ngày ở nhiệt độ 26 °C (79 °F). Trứng nở thành tôm con non và ở lại vài ngày. Mỗi vòng đời kéo dài khoảng 2 tháng hoặc hơn tuỳ theo nhiệt độ môi trường (hình 3).

## Đặc điểm di truyền

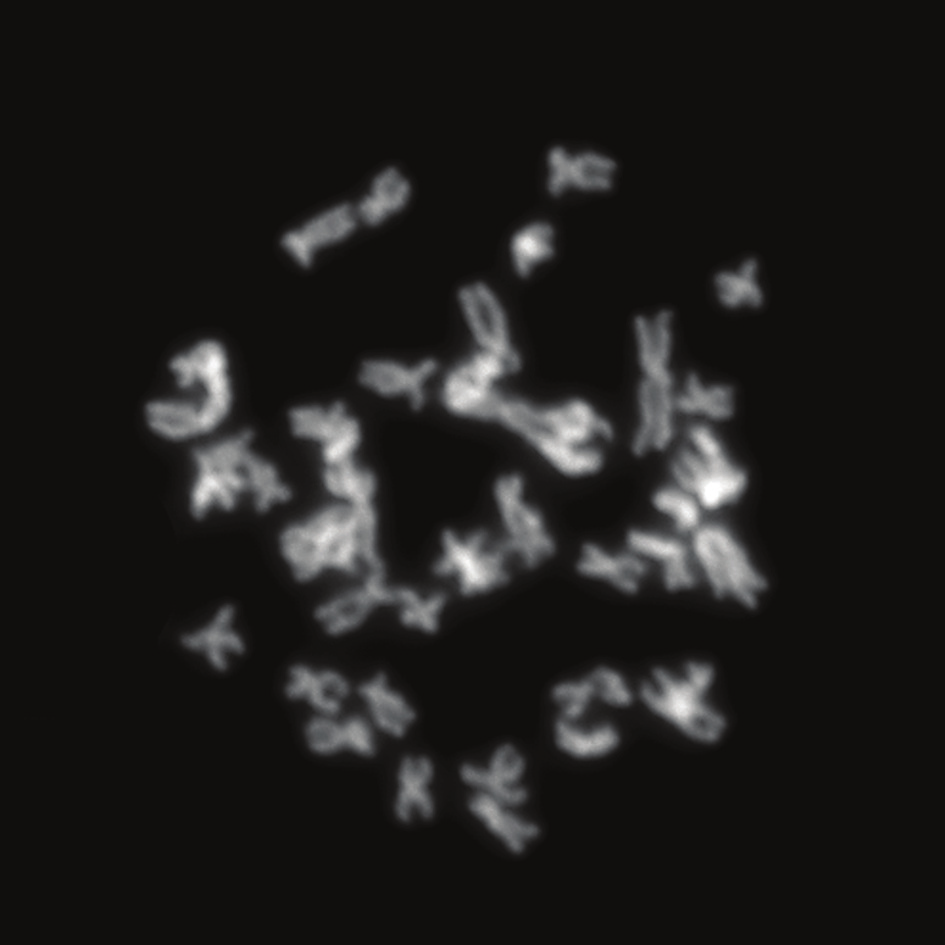
Hình 4: Nhiễm sắc thể đồ của tôm Ha-oai.

- Tôm Ha-oai được sử dụng như là sinh vật mô hình trong nghiên cứu phôi học và nhất là trong di truyền phân tử, vì trứng và phôi dễ dàng thao tác. Phôi có thể được lấy ra nhanh chóng và dễ dàng từ túi ấp. Trứng thu thập được có thể cho nở chung hoặc nở riêng lẻ, rồi các con trưởng thành sau đó được sử dụng để tạo ra các dòng giao phối gần.[9]
- Trứng đã thụ tinh có kích thước đủ lớn để thực hiện các thao tác hiển vi, phân lập các giai đoạn phôi một cách dễ dàng. Phát triển của phôi đã được phân tích chi tiết bằng kính hiển vi kết hợp phân tử đánh dấu hoặc hiển vi huỳnh quang [8][9][10]
- Các nghiên cứu thường chú ý đến transcriptome của loài, rồi sử dụng kỹ thuật pyrosequencing.[11]

Tôm Ha-oai có bộ nhiễm sắc thể = 46 (hình 4). Bộ gen của loài này đã công bố ở NCBI

## Vị trí phân loại chi tiết
Trong phân loại học, loài này có vị trí như sau:
› Eukaryota (Nhân thực)
› Opisthokonta (Động vật lông roi sau)
› Metazoa (Động vật)
› Eumetazoa
› Bilateria (Đối xứng hai bên)
› Protostomia (Miệng nguyên sinh)
› Ecdysozoa
› Panarthropoda
› Arthropoda (Ngành Chân khớp)
› Mandibulata
› Pancrustacea
› Crustacea (Phân ngành Giáp xáp)
 › Multicrustacea
 › Malacostraca (Lớp Giáp mềm)
› Eumalacostraca
› Peracarida
› Amphipoda (Bộ giáp mềm)
› Senticaudata
› Talitrida
› Talitroidea
› Hyalidae (Họ Hyalidae)
› Parhyale.